# Широка Гребля (Хмільницька міська громада)
Широка Гре́бля —  село в Україні, у Хмільницькій міській громаді Хмільницького району Вінницької області розташоване на берегах Південного Бугу, за 6 км від районного центру і залізничної станції Хмільник. Населення становить 1921 осіб. 
Колись обидві частини села були з’єднані через Південний Буг довгою і широкою земляною греблею, від якої й одержало свою назву село. 

## Історія
У 1905 році в Широкій Греблі відбулося селянське заворушення.
У 1957 р. с. Сандраки було приєднане та/або включене в смугу до села Широка Гребля.
Поблизу села і на його околицях досліджено поселення пізньотрипільської культури та доби пізньої бронзи; виявлено слов’янське поселення VIII століття.
12 червня 2020 року, відповідно до Розпорядження Кабінету Міністрів України № 707-р, «Про визначення адміністративних центрів та затвердження територій територіальних громад Вінницької області», увійшло до складу Хмільницької міської громади.
19 липня 2020 року, в результаті адміністративно-територіальної реформи і ліквідації колишнього Хмільницького району(1923-2020), село увійшло до складу новоутвореного Хмільницького району.

## Населення

### Мова
Розподіл населення за рідною мовою за даними перепису 2001 року:
| Мова       | Відсоток |
| ---------- | -------- |
| українська | 98,85%   |
| російська  | 0,68%    |
| інші       | 0,47%    |

## Пам'ятки
Неподалік від села розташовані ботанічний заказник «Хмільницька Дача» та загальнозоологічний заказник місцевого значення Сандрацький заказник.

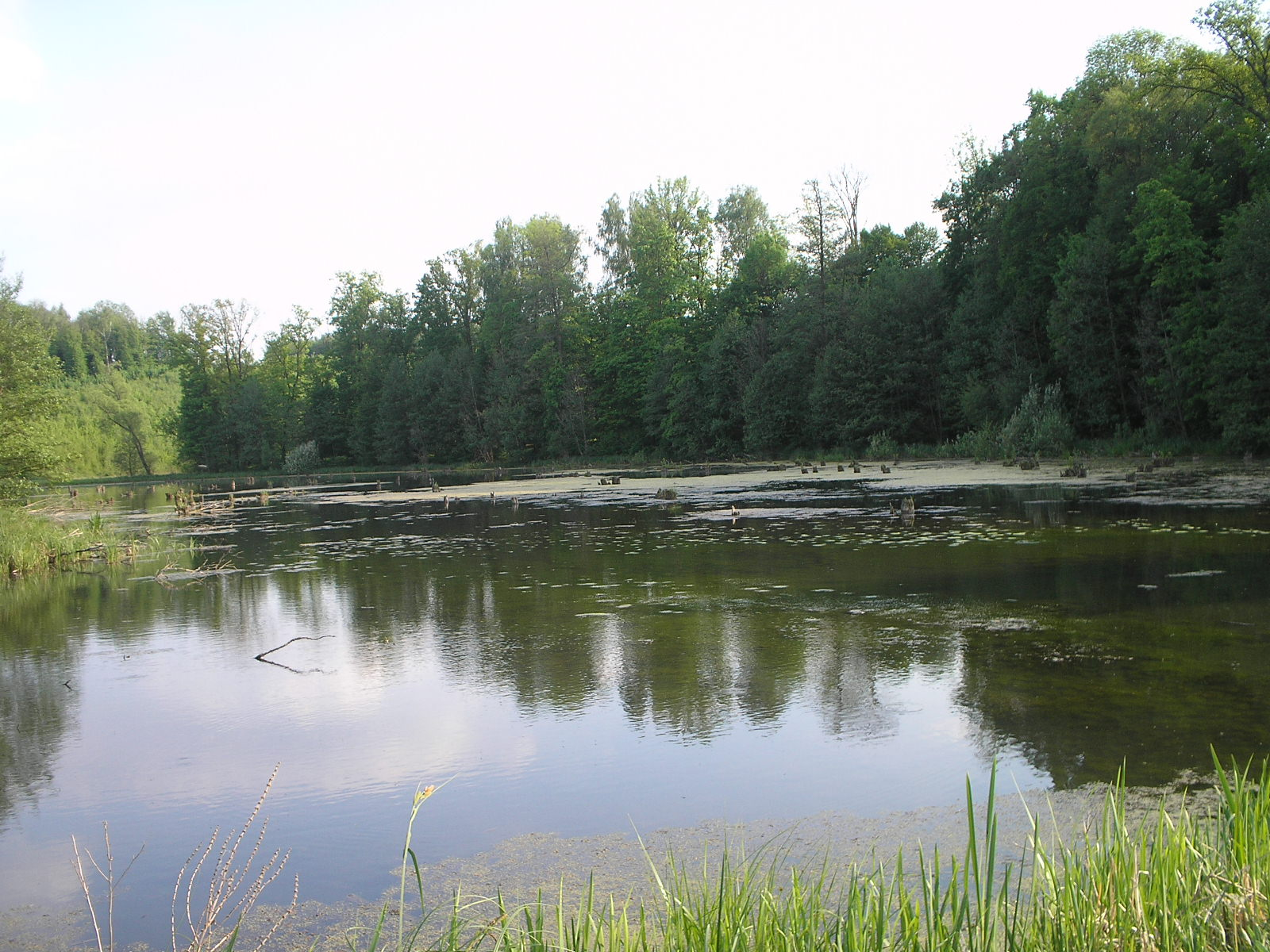
Хмільницька дача
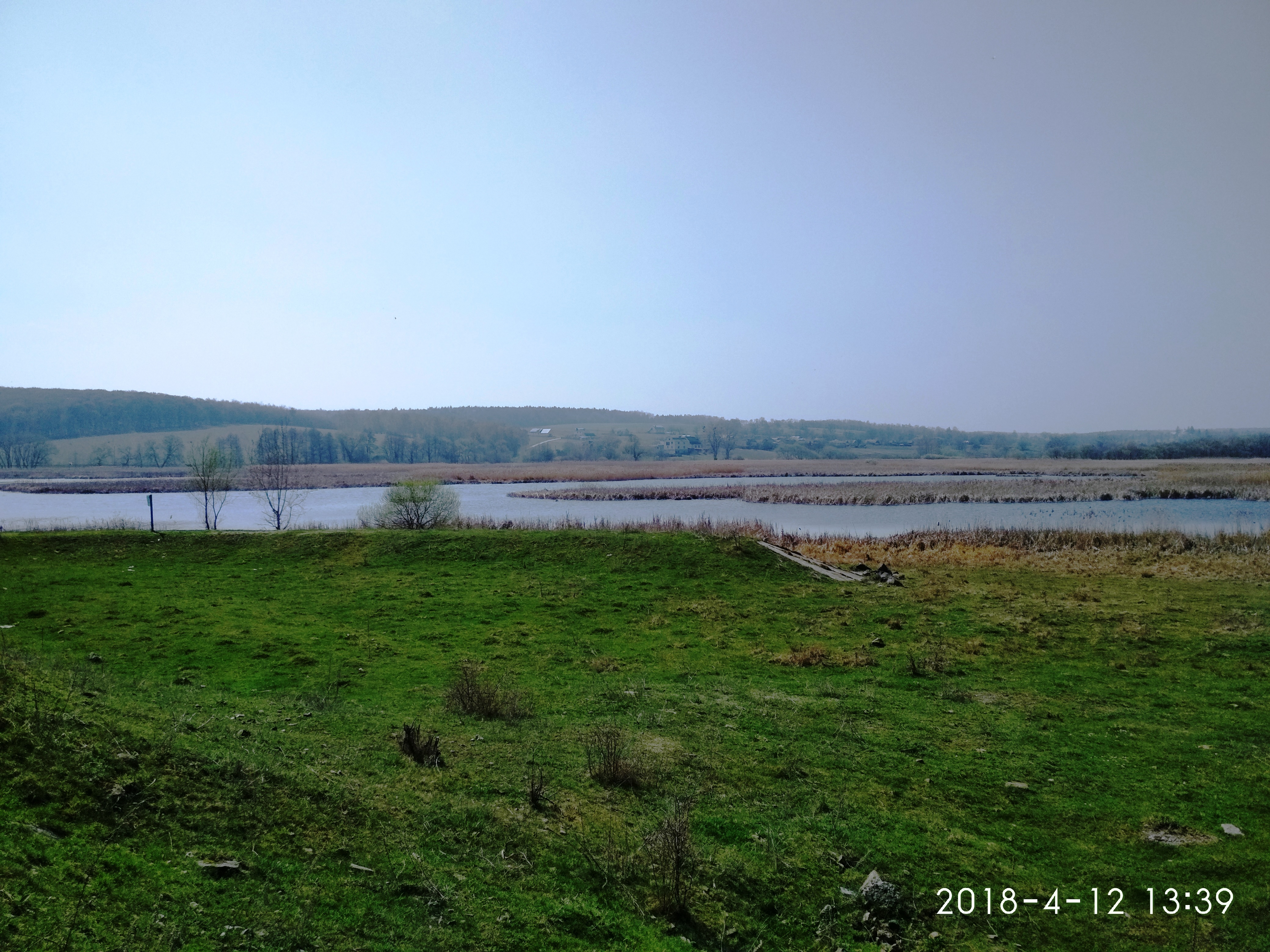
Сандрацький заказник